# 庞庄街道
庞庄街道，是中华人民共和国江苏省徐州市泉山区下辖的一个乡镇级行政单位。

## 行政区划
庞庄街道下辖以下地区：
昕昕社区、和苑社区、拾西村、张小楼村、张庄村、新建村、刘马路村和庞庄村。